# Luis Omar Bardales
Luis Omar Bardales Sánchez (Sonaguera, Honduras, 4 de octubre de 1988) es un futbolista hondureño. Juega como Defensa y milita en el Real Sociedad de Tocoa de la Liga Nacional de Honduras.

## Clubes
| Club                   | País     | Año         |
| ---------------------- | -------- | ----------- |
| Sonaguera F.C.         | Honduras | 2011 - 2013 |
| Real Sociedad de Tocoa | Honduras | 2014 -      |